# نصر النوبة
نصر النوبة هو مركز يقع شرق مركز كوم إمبو ودراو. وتبعد مدينة نصر النوبة عاصمة المركز عن مدينة أسوان حوالي 60 كم ويبلغ عدد سكان المركز حوالي (70127) نسمة.
وقد تم إنشاء مدينة نصر النوبة لتكون عاصمة للمركز الذي يضم قرى النوبة التي هجّرت عام 1963. وأغلب أهله يعتمدون على الزراعة وتبلغ المساحة الزراعية به مساحة (46672) فدان. ويضم المركز مدينتان نصر النوبة وعاصمة المركز ومدينة كلابشة، وعدد 7 وحدات محلية قروية هي : بلانة، أبو سمبل، عنيبة، خريت، المالكي، قورتة، الدكة. كما يبلغ عدد سكانها 5660 نسمة، أما المساحة الزراعية فهي تقريبا 1365 فدان.